# Євстафій Аргир (друнгарій вігли)
Євстафій Аргир (д/н — бл. 910) — державний та військовий діяч Візантійської імперії.

## Життєпис
Походив з провінційної знаті. Син Льва Аргира, турмарха. Про дату народження та освіту нічого невідомо. Висловлюється припущення, що розпочав кар'єру у війську у 860-х роках. Вперше згадується у письмових джерелах 866 року у зв'язку з вбивством цезаря Барди Василем Македонянином. Тоді Євстафій Аргир обіймав посаду протостратора (на кшталт головного конюшого).
У 902—904 роках був друнгарієм, керував частиною візантійського флоту, що діяла на півночі Егейських островів, захищаючи від нападу арабських піратів з Криту. У 904 році отримав титул патрикія та посаду гіпостратега (заступника) феми Анатолік. На цій посаді очолив походу проти арабської династії Хамданідів. Того ж року під орудою доместіка схол Сходу Андроніка Дуки брав участь у битві під Германікеям, де мусульманам було завдано рішучої поразки. За цим Аргир переміг супротивника у битві при Тарсі.
У 906 році підтримав заколот Андроніка Дуки, але незабаром відійшов від того, коли побачив відсутність підтримки Дуки з боку місцевої знаті та Хамданідів. Але Євстафія Аргира було позбавлено титулів та посад й заслано при Принцеві острови. Але вже у 907 році отримав прощення та повернення майна й титулу. Призначено стратегом феми Харсіан, що межувала з володіннями Хамданідів. тут діяв вправо, перетягнувши на бік імперії дрібних місцевих князів в горах Тавру та біля Євфрату, що дозволило зміцнити кордони Візантії. На цих територія створено фему Ліканд.
У 908 році отримав титул магістра, що був найвищим для аристократів (нечленів імператорської родини). Того ж року призначається друнгарієм вігли (імператорської гвардії). Але невдовзі вступив у конфлікт зі впливовим євнухом Самонасом, який не довіряв Аргиру, оскільки той залишався союзником роду Дук. У 910 році його позбавлено посади та відправлено у заслання до власного маєтку (ікосу) в Харсіані. Дорогою до місця призначення Євстафій Аргир помер, ймовірно від отруєння.

## Родина
- Поф
- Лев
- Роман

## Характеристика
Візантійські історики вихваляють Євстафія Аргіроса як розумну, звитяжну, розсудливу та справедливу людину. Розглядають як одного з найкращих військових очільників часів імператора Льва VI.